# حزب المجتمع الديمقراطي (المغرب)
حزب المجتمع الديمقراطي (PSD) هو حزب سياسي مغربي تأسس عام 2007 . تأسس بشكل رئيسي من قبل الكوادر السابقة لحزب التقدم والاشتراكية (PPS).
لم يفز الحزب في انتخابات 2011 البرلمانية بأي مقاعد في مجلس النواب.
رمز الحزب هو المحراث.

## التمثيل التشريعي
خلال مشاركته في الانتخابات التشريعية لعام 2011، لم يحصل الحزب على أي مقعد في مجلس النواب .

## التمثيل البلدي
حصل الحزب خلال مشاركته في الانتخابات البلدية لعام 2009 على 12 مقعدًا في البلديات المغربية.

### روابط داخلية
- سياسة المغرب
- الاحزاب السياسية المغربية

### روابط خارجية
- مقابلة مع زهور الشقافي، الأمين العام لمديرية الأمن العام[وصلة مكسورة] في جريدة المغرب يوم 30/04/2007.